# Pouy-Roquelaure
Pouy-Roquelaure település Franciaországban, Gers megyében. Lakosainak száma 115 fő (2022. január 1.). Pouy-Roquelaure Lamontjoie, Berrac, Gazaupouy, Ligardes, La Romieu és Saint-Mézard községekkel határos.

## Népesség
A település népességének változása:
| Lakosok száma | 141  | 139  | 152  | 140  | 127  | 124  | 122  | 120  | 118  | 115  |
|               | 1968 | 1982 | 1990 | 2006 | 2013 | 2015 | 2017 | 2019 | 2020 | 2022 |